# Малиновка (Первомайский район)
Малиновка — деревня в Первомайском районе Томской области России. Входит в состав Куяновского сельского поселения. Население 121 человек (2021) .

## История
Основана в 1908 г. В 1926 году деревня Средне-Орехово состояла из 46 хозяйств, основное население — русские. Центр Ореховского сельсовета Зыряновского района Томского округа Сибирского края.
Согласно Закону Томской области от 10 сентября 2004 года № 204-ОЗ "О наделении статусом муниципального района, сельского поселения и установлении границ муниципальных образований на территории Первомайского района деревня вошла в состав Куяновского сельского поселения.

## Население
| 1926 | 2002 | 2010 | 2012 | 2013 | 2014 | 2015 | 2021 |
| ---- | ---- | ---- | ---- | ---- | ---- | ---- | ---- |
| 215  | ↘162 | ↘135 | ↘134 | ↘128 | ↘126 | →126 | ↘121 |